# Pomnik Marszałka Józefa Piłsudskiego we Włocławku
Pomnik Marszałka Józefa Piłsudskiego – pomnik poświęcony Józefowi Piłsudskiemu, który znajdował się przy bulwarach we Włocławku. Zburzony w 1939 roku.

## Historia
Pomnik wybudowano w 1930, zaś uroczyste odsłonięcie miało miejsce 11 listopada 1930, w dziesiątą rocznicę wojny polsko-bolszewickiej, dwunastą rocznicę odzyskania niepodległości i setną rocznicę wybuchu powstania listopadowego. Uchwałą rady miasta z 30 października 1930 przemianowano nazwę ulicy Bulwarcznej na Bulwary im. Marszałka Józefa Piłsudskiego.
W 1939 pomnik został zburzony przez Niemców, po wojnie zaś, z przyczyn politycznych nie doczekał się odbudowy. W 1978 w jego miejscu wybudowano Pomnik Ludzi Pracy poświęcony działaczom Polskiej Zjednoczonej Partii Robotniczej.

## Projekt i wymowa
Pomnik  wykonany z piaskowca miał kształt czworoboku, na którym umieszczono tablicę z napisem „Wodzowi Narodu Marszałkowi Józefowi Piłsudskiemu oraz poległym w walkach o niepodległość m. Włocławka w dziesiątą rocznicę zwycięskiego odparcia najazdu Rosji Sowieckiej 1920–1930” oraz okrągłą płaskorzeźbą z profilem Piłsudskiego. Pomnik usytuowany był na skwerze górującym nad bulwarami. Było to drugie, obok Pomnika Poległych Obrońców Wisły 1920 we Włocławku z głównych miejsce obchodów uroczystości patriotycznych we Włocławku. 